# Ганна Замойська
Ганна Вишневецька, в шлюбі Замойська (між 1570 та 1573 — після 1593) — представниця українського магнатського і князівського роду.

## Життєпис
Походила зі впливового роду Вишневецьких. Була донькою князя Костянтина Вишневецького та Ганни-Єлизавети Свірщ. Народилася між 1570 та 1573 роками. Рано втратила батька — 1574 року. Після цього з братом Костянтином виховувалася родичем Олександром Романом Вишневецьким. Завдяки останньому здобула гарну освіту.
У 1591 або 1592 року була видана в шлюб з Яном Замойським, ротмістром королівським та стражником коронним. Стосовно факту переходу Ганни з православ'я до католицтва, віри чоловіка, існують дискусії. Можливо, Ганна зуміла зберегти вірність батьківській вірі. Про її діяльність відомо замало. Померла напевне напочатку XVII — до 1610–1612 років.

## Родина
Чоловік — Ян Замойський, каштелян м. Холм. Діти:
- Єжи (1593–д/н)
- Маврицій
- Здзіслав Ян (бл. 1592–1670), підстолій львівський 1546 року, каштелян черняхівський 1656 року
- Олександр (д/н — бл. 1644), стражник великий коронний 1619 року, чоловік Анни Лянцкоронської (донька Миколая Лянцкоронського, львівського хорунжого)
- Ян (1599/1600–1656), домініканець, єпископ луцький 1654–1655 років
- Гелена, дружина воєводи мазовецького Анджея Гурського